# 儒歇定理
在数学，特别是复分析中，儒歇定理（Rouché's theorem）說明：如果复值函数 f 与 g 在一条闭曲线 C 内部及边界上全纯，在 C 上满足 |g(z)| < |f(z)|，则 f 与 f + g 在 C 内部零点个数相同，这里零点按重数计算。该定理假设曲线 C 是简单的，即没有自交点。
儒歇定理通常用于简化局部零点问题。给定一个解析函数，将其写为两部分，一部分比较简单且比增长要快于（从而控制）另一部分。例如，多项式 {\displaystyle z^{5}+3z^{3}+7} 在圆盘 {\displaystyle |z|<2} 内恰有五个零点，因为对任何 {\displaystyle |z|=2} 有 {\displaystyle |3z^{3}+7|<32=|z^{5}|}，并且控制部分 {\displaystyle z^{5}} 在圆盘内有五个零点。 
这个定理以法国数学家欧仁·儒歇（Eugène Rouché，1832-1910）命名，该定理1862年发表于《综合理工大学校期刊》39期（ 39 (1862)）。

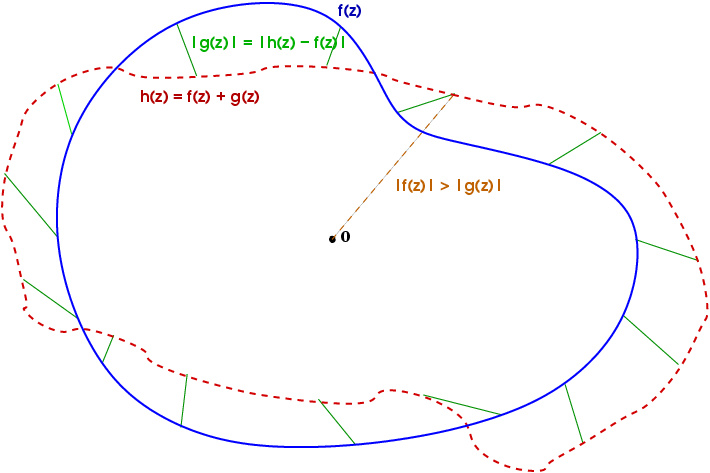
由于两条曲线“距离”“很小”，h(z) 和 f(z) 的旋转情况是很相似的。

## 几何解释
可以给出一个非正式的解释，说明儒歇定理为何成立。
首先将定理稍微改写一下。令 h(z) = f(z) + g(z)，注意到  f，g 全纯（解析）意味着 h 也全纯。和上面的假设一样，则儒歇定理说
如果 |f(z)| > |h(z) − f(z)|，则 f(z) 与 h(z) 在 C 的内部有同样多零点。
注意到条件 |f(z)| > |h(z) − f(z)| 意味着对任何 z，f(z) 与原点的距离大于 h(z) − f(z) 的长度。如图所示，这说明对任何蓝曲线上的点，连接该点与原点的线段大于相应的绿线段。非正式地，可以说红曲线 h(z) 总是比原点更接近蓝曲线 f(z)。
但上一段说明了由于 f(z) 恰好绕零点一圈，故 h(z) 同样如此，即两条曲线在零点的指标相同。由辐角原理（argument principle），这意味着
f(z) 与 h(z) 的零点个数相同。
一个流行的、非正式的表述将如上讨论总结为：如果一个人用皮带牵着一条狗绕一棵树（视为一个点）不停转，且皮带的长度小于树的半径，则这个人与狗绕过这棵树的次数相等。（事实上，可以看到儒歇定理的逆不成立，只要皮带的长度小于树的周长。）

## 应用
考虑多项式 {\displaystyle z^{2}+2az+b^{2}}（这里 {\displaystyle a>b>0}）。由二次方程求根公式，有两个零点 {\displaystyle a\pm {\sqrt {a^{2}-b^{2}}}}。因为
对所有 {\displaystyle |z|=b}，有 {\displaystyle |z^{2}+b^{2}|\leq 2b^{2}<2a|z|,}
儒歇定理说此多项式在圆盘 {\displaystyle |z|<b} 内部恰有一个零点。因为 {\displaystyle a+{\sqrt {a^{2}-b^{2}}}} 显然在圆盘外部，得出这个多项式有一个零点在 {\displaystyle a-{\sqrt {a^{2}-b^{2}}}} 处。这种讨论在应用柯西留数定理处理局部留数时很有效。 
儒歇定理也能用来给出代数基本定理一个简短证明。设 {\displaystyle p(z)=a_{0}+a_{1}z+a_{2}z^{2}+...+a_{n}z^{n}}，总可以选取实数 {\displaystyle R} 足够大，使得对所有 {\displaystyle |z|=R,}
{\displaystyle |a_{0}+a_{1}z+...+a_{n-1}z^{n-1}|\leq \sum _{j=1}^{n}|a_{j}|R^{n-1}<|a_{n}|R^{n}=|a_{n}z^{n}|.}
因为 {\displaystyle a_{n}z^{n}} 在圆盘 {\displaystyle |z|<R} 内部有 {\displaystyle n} 个零点，由儒歇定理 {\displaystyle p} 在这个圆盘内部也有同样多零点。
这个证明与其它证明比较，一个优点是不仅证明了多项式至少有一个零点而且指出零点个数和多项式的次数相等（和通常一样计算重数）。
儒歇定理的另一个运用是用来证明解析函数的开映射定理（open mapping theorem），具体证明参见该条目。

## 儒歇定理的证明
由假设，在 C 上 |g(z)| < |f(z)|，蕴含
{\displaystyle \left|{\frac {f(z)+g(z)}{f(z)}}-1\right|<1}，对所有 z∈C。
从而函数 F(z) = [f(z)+g(z)]/f(z) 将曲线 C 变为以 1 为圆心半径为 1 的圆盘内部一条曲线 F(C)。从而 F(C) 关于原点的卷绕数是零。另一方面，由辐角原理，这个卷绕数等于
{\displaystyle 0={1 \over 2\pi i}\oint _{C}{F'(z) \over F(z)}\,dz=N_{F}(C)-P_{F}(C).}
这里 NF(C) 是 F 在C 内部的零点个数，PF(C) 是 C 内部极点个数。故 NF = PF。但是 F 是两个全纯函数 f+g 与 f 在 C 内部的商，所以 F 的零点是 f+g 的零点，极点是 f 的零点。从而
{\displaystyle 0=N_{F}(C)-P_{F}(C)=N_{f+g}(C)-N_{f}(C),}
命题得证。